# Châtillon-sur-Cher
Châtillon-sur-Cher és un municipi francès, situat al departament del Loir i Cher i a la regió de Centre – Vall del Loira. L'any 2007 tenia 1.600 habitants.

## Demografia

### Població
El 2007 la població de fet de Châtillon-sur-Cher era de 1.600 persones. Hi havia 675 famílies, de les quals 168 eren unipersonals (80 homes vivint sols i 88 dones vivint soles), 271 parelles sense fills, 194 parelles amb fills i 42 famílies monoparentals amb fills.
La població ha evolucionat segons el següent gràfic:
Habitants censats

### Habitatges
El 2007 hi havia 890 habitatges, 678 eren l'habitatge principal de la família, 125 eren segones residències i 87 estaven desocupats. 861 eren cases i 20 eren apartaments. Dels 678 habitatges principals, 579 estaven ocupats pels seus propietaris, 91 estaven llogats i ocupats pels llogaters i 9 estaven cedits a títol gratuït; 7 tenien una cambra, 44 en tenien dues, 143 en tenien tres, 198 en tenien quatre i 286 en tenien cinc o més. 527 habitatges disposaven pel capbaix d'una plaça de pàrquing. A 311 habitatges hi havia un automòbil i a 312 n'hi havia dos o més.

### Piràmide de població
La piràmide de població per edats i sexe el 2009 era:
| Homes | Edats   | Dones |
| ----- | ------- | ----- |
| 0     | 95 o +  | 4     |
| 0     | 90 a 94 | 4     |
| 16    | 85 a 89 | 0     |
| 8     | 80 a 84 | 20    |
| 52    | 75 a 79 | 64    |
| 36    | 70 a 74 | 36    |
| 68    | 65 a 69 | 56    |
| 48    | 60 a 64 | 76    |
| 16    | 55 a 59 | 40    |
| 24    | 50 a 54 | 28    |
| 44    | 45 a 49 | 20    |
| 56    | 40 a 44 | 52    |
| 76    | 35 a 39 | 60    |
| 36    | 30 a 34 | 52    |
| 60    | 25 a 29 | 36    |
| 28    | 20 a 24 | 32    |
| 36    | 15 a 19 | 64    |
| 28    | 10 a 14 | 56    |
| 28    | 5 a 9   | 72    |
| 56    | 0 a 4   | 48    |

## Economia
El 2007 la població en edat de treballar era de 949 persones, 686 eren actives i 263 eren inactives. De les 686 persones actives 619 estaven ocupades (336 homes i 283 dones) i 68 estaven aturades (29 homes i 39 dones). De les 263 persones inactives 124 estaven jubilades, 68 estaven estudiant i 71 estaven classificades com a «altres inactius».

### Ingressos
El 2009 a Châtillon-sur-Cher hi havia 695 unitats fiscals que integraven 1.658,5 persones, la mediana anual d'ingressos fiscals per persona era de 15.522 €.

### Activitats econòmiques
Dels 47 establiments que hi havia el 2007, 3 eren d'empreses alimentàries, 1 d'una empresa de fabricació d'altres productes industrials, 14 d'empreses de construcció, 12 d'empreses de comerç i reparació d'automòbils, 5 d'empreses de transport, 5 d'empreses d'hostatgeria i restauració, 2 d'empreses financeres, 3 d'empreses de serveis, 1 d'una entitat de l'administració pública i 1 d'una empresa classificada com a «altres activitats de serveis».
Dels 20 establiments de servei als particulars que hi havia el 2009, 1 era una oficina de correu, 3 tallers de reparació d'automòbils i de material agrícola, 1 paleta, 3 guixaires pintors, 3 fusteries, 4 lampisteries, 2 electricistes, 1 perruqueria i 2 restaurants.
Dels 6 establiments comercials que hi havia el 2009, 1 era una botiga de més de 120 m², 1 una botiga de menys de 120 m², 1 una fleca, 1 una peixateria, 1 una botiga d'equipament de la llar i 1 una botiga de material de revestiment de parets i terra.
L'any 2000 a Châtillon-sur-Cher hi havia 47 explotacions agrícoles que ocupaven un total de 1.116 hectàrees.

## Equipaments sanitaris i escolars
El 2009 hi havia una escola elemental.

## Poblacions més properes
El següent diagrama mostra les poblacions més properes.